# Emi Kawabata
Emi Kawabata (jap. 川端 絵美 Kawabata Emi, * 13. Februar 1970 in Sapporo, Hokkaidō) ist eine ehemalige japanische Skirennläuferin.
Sie erzielte 1993 in St. Anton am Arlberg als bestes Weltcupergebnis einen 3. Platz in der Sprintabfahrt (Abfahrt in zwei Läufen) hinter den beiden Österreicherinnen Anja Haas und Renate Götschl. Ein beachtliches Resultat errang sie bei den Weltmeisterschaften 1989 in Vail in der Abfahrt mit einem 5. Platz. Ihre Karriere beendete sie 1994.